# Sveden
För andra betydelser, se Sveden (olika betydelser).
Sveden är en stadsdel i Mariehamn på Åland. Sveden är beläget i den södra delen av Mariehamns centrum och bebyggdes under 1950- och 1960-talet. Sveden omfattas Torggatans och Öhbergsvägens södra delar samt Ringvägen, Matrosgatan och Jungmansgränd. Idrottsanläggningen Baltichallen ligger i stadsdelen. Invånarantalet i Sveden uppgick till 558 personer den 31 december 2023.